# 北卡累利阿區
北卡累利阿區（芬蘭語：Pohjois-Karjala；按芬兰语译为北卡尔亚拉区）是芬兰的十九个区之一，原隶属東芬蘭省，1997年前為北卡累利阿省。東鄰俄羅斯，下分为十三個市镇。2021年时面积为22,903平方公里，2021年6月人口163,008人。首府約恩蘇。

## 市镇
北卡累利阿區下分为三个次区，之下共有十三個市镇（其中五个使用“城市”的称呼，粗体字）。2021年1月1日，原属南萨沃尼亚区的黑奈韦西市镇加入本区。
约恩苏次区：
- 黑奈韦西
- 伊洛曼齊
- 约恩苏
- 尤卡
- 孔蒂奧拉赫蒂
- 利佩里
- 奥托昆普
- 波爾維耶爾維

中卡累利阿次区：
- 基泰
- 賴屈萊
- 托赫馬耶爾維

皮耶利宁卡累利阿次区：
- 列克薩
- 努爾梅斯

## 知名人物
- 弦念丸呈，當地出生，後歸化日本籍。